# Буревісник австралійський
Буревісник австралійський (Puffinus gavia) — морський птах з родини буревісникових (Procellariidae).

## Поширення
Гніздовий ендемік Нової Зеландії. Гніздиться на дрібних островах вздовж узбережжя двох головних островів. У негніздовий період з березня по серпень може мігрувати до східного узбережжя Австралії та Соломонових островів, хоча більшість, здається, затримується поблизу розмножувальних колоній.

## Спосіб життя
Розмножується на невеликих скелястих острівцях, багатих рослинністю. Гніздиться колоніями в норах під травою. Відкладають яйця на початку вересня, а молодь стає самостійною наприкінці січня. Харчується цей вид переважно рибою та прибережними ракоподібними.